# Jungle (X Ambassadors e Jamie N Commons)
Jungle è un singolo del gruppo musicale statunitense X Ambassadors e del cantautore britannico Jamie N Commons, pubblicato il 23 giugno 2014 come unico estratto dal secondo EP degli X Ambassadors The Reason.

## Tracce
Download digitale – remix
1. Jungle Remix (featuring Jay-Z) – 3:27

Download digitale – Remixes
1. Jungle (Great Good Fine OK Remix) – 3:06
2. Jungle (KDrew Remix Edited) – 3:12
3. Jungle (KDrew Remix Extended) – 3:43

Download digitale – The MADE Edit
1. Jungle (The MADE Edit) – 4:34

## Formazione
- X Ambassadors
  - Sam Harris – voce
  - Noah Feldshuh – chitarra
  - Casey Harris – sintetizzatore
  - Adam Levin – batteria
- Jamie N Commons – basso, voce